# USS Brooklyn (CL-40)
Pour les autres navires du même nom, voir USS Brooklyn.
L'USS Brooklyn (CL-40) est un croiseur léger, navire de tête de sa classe construit pour l'United States Navy dans les années 1930. Le croiseur est le troisième navire à porter le nom de ce quartier de New York situé à l'extrémité ouest de Long Island.
Le Brooklyn est mis sur cale au chantier Brooklyn Navy Yard le 12 mars 1935, il est lancé le 30 novembre 1936 et admis au service actif le 30 septembre 1937.

## Marine des États-Unis

### Entre-deux-guerres
À son admission au service actif, le Brooklyn retrouva la flotte dans le canal de Panama et fut affecté à la 8e division de croiseurs, mais sa carrière ne fut guère palpitante jusqu'en avril 1939 quand il participa à la cérémonie inaugurale de l'exposition universelle de New York (New York World's Fair) le 30 avril 1939. Le 23 mai 1939, le Brooklyn reçut l'ordre de gagner la région au sud des îles de Shoal, au large du New Hampshire. Le sous-marin Sailfish est porté disparu, le navire ayant coulé, posé sur le fond avec des survivants à l'avant. Le Sailfish donne l'alerte et d'importants moyens sont déployés, le croiseur léger servant de bâtiment base jusqu'au 3 juin 1939. Le navire de sauvetage Falcon parvient à faire remonter les 33 survivants par quatre voyages de sa cloche de sauvetage mais hélas, 26 hommes sont morts. Le sous-marin sera relevé le 13 septembre 1939 puis remis en service.
Le croiseur léger gagna ensuite la côte ouest pour renforcer la Pacific Fleet mais comme il était l'un des navires les plus modernes de la marine américaine, il participait à de nombreuses opérations de « relations publiques », comme l'inauguration de la Golden Gate International Exposition le 18 février 1940. En mars 1941, il effectua une mission de présence dans le Pacifique Sud avant de regagner la côte est en mai 1941 pour participer aux patrouilles de neutralité en compagnie des cuirassés Mississippi, Idaho, New Mexico, de ses sister-ship Savannah, Nashville et Philadelphia et neuf destroyers.
Du 1er au 7 juillet 1941, il escorta le convoi qui transporta les marines de la 1re brigade en Islande et y releva les troupes britanniques présentes depuis 1940 pour éviter que l'île ne tombe aux mains des Allemands, et ce en compagnie des cuirassés Arkansas et New York, de son sister-ship le Nashville, de treize destroyers, d'un pétrolier et d'un remorqueur. La force d'assaut se composant du cuirassé Mississippi, des croiseurs lourds Quincy et Wichita plus cinq destroyers et trois transports (American Legion Mizar et Almaack). Le Brooklyn passa le reste de l'année 1941 à participer aux patrouilles de neutralité et à escorter des convois jusqu'au milieu de l'Atlantique. Il sortit ainsi du 30 juillet au 10 août puis du 15 au 27 août au sein du TG 2.5, en compagnie du porte-avions Yorktown et de trois destroyers.

### Seconde Guerre mondiale
À l'entrée des États-Unis dans la guerre, le Brooklyn fut chargé de patrouiller dans les Caraïbes depuis la base américaine établie dans l'archipel des Bermudes alors colonie britannique, cette base ayant été mise en place en échange de la fourniture de cinquante vieux destroyers type Flush-deck en 1940. Craignant un départ des bâtiments français réfugiés aux Antilles (et notamment l'Émile Bertin), les Américains constituent au moment de leur entrée en guerre une Task force composée du porte-avions Wasp, du Brooklyn et des destroyers Sterett et Wilson.
En avril 1942, il commença à escorter des convois entre les États-Unis et la Grande-Bretagne. Le 3 septembre, il évacua 1 173 soldats embarqués sur le transport de troupes Wakefield victime d'un incendie. Ce dernier fut remorqué jusqu'en Grande-Bretagne et réparé. Le 24 octobre 1942, le croiseur léger appareilla de Norfolk pour l'Afrique du Nord, étant partie intégrante de la force d'invasion anglo-américaine de l'opération Torch. Le 8 novembre, il bombarda les installations côtières dans la région de Fédala, non sans dommages puisqu'il reçut un obus d'une batterie côtière qui endommagea deux canons du croiseur et blessa cinq marins. À cette occasion, il avait été intégré au TG 34-9 composé également du croiseur lourd Augusta (navire amiral de toute l'opération), du croiseur léger Cleveland, des porte-avions Ranger et Suwannee, de quinze destroyers et de quinze transports.
Après avoir participé à la bataille navale de Casablanca où il repoussa la charge héroïque mais désespérée de la 2e escadre légère (qui cherchait à atteindre les transports) en compagnie du croiseur lourd Augusta, il quitte Casablanca pour les États-Unis le 17 novembre 1942. Le 15 novembre 1942, le Brooklyn a subi une attaque infructueuse du sous-marin français Amazone.

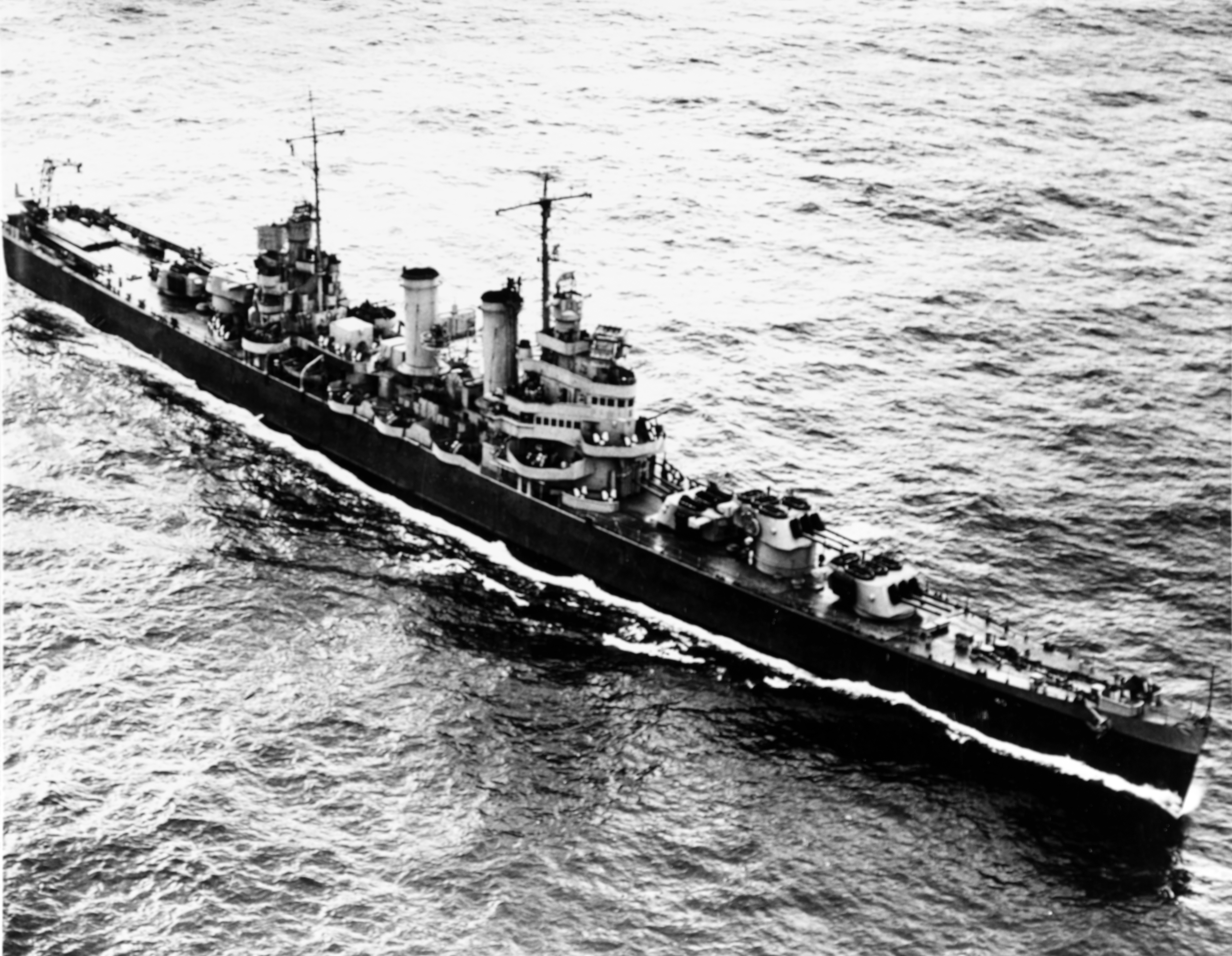
Le Brooklyn le 11 juin 1943.

De janvier à juillet 1943, il escorta trois convois entre les États-Unis et l'Afrique du Nord qui devait servir de base de départ aux futurs débarquements en Sicile et en Italie péninsulaire. Le Brooklyn participa à l'opération Husky du 10 au 14 juillet 1943, ses canons de six pouces apportant un appui non négligeable aux troupes alliées. Avarié par une mine devant Licata le 14 juillet, il reste cependant en ligne.
Il participa également à l'opération Avalanche le 8 septembre 1943, intégré à la TF 81 (Southern Task Force) du contre-amiral Hall composé de 18 transports et de 34 navires de débarquement, couverts par les croiseurs légers Philadelphia et Savannah (en plus du Brooklyn), le monitor Abercrombie, la canonnière hollandaise Florès et 17 destroyers américains.
En novembre 1943, le Brooklyn et six destroyers rallient dans l'Atlantique le cuirassé Iowa qui transportait en Algérie et au Caire, le président Roosevelt pour la conférence du Caire du 22 au 26 novembre avec Churchill et Tchang Kaï-chek.
Restant en Méditerranée, le croiseur léger participa à l'opération Shingle du 22 janvier au 9 février 1944, débarquement qui faillit tourner au désastre en raison de l'indécision du général John P. Lucas. Durant ce débarquement, le Brooklyn fut affecté à la force de couverture composée également du croiseur léger Penelope, de seize destroyers et 23 dragueurs chargée de protéger la force d'attaque sud composée de 51 LST et de 106 autres bâtiments qui transportaient la 3e division d’infanterie. Du 13 au 23 mai 1944, il appuya la lente progression des troupes alliées en Italie avant de préparer le futur débarquement en Provence qui eut lieu le 15 août 1944. À cette occasion, il fut partie intégrante de la force d'attaque Camel (Contre-amiral Harvey Spencer Lewis) qui se composait de dix transports, de trente LST et de 139 bâtiments divers avec un groupe d'appui composé du cuirassé Arkansas, du croiseur lourd Tuscaloosa, des croiseurs légers Marblehead, Argonaut, Duguay Trouin, Emile Bertin et de onze destroyers.
Le croiseur léger resta en Méditerranée jusqu'au 21 novembre 1944, date à laquelle il quitta la Sicile pour rentrer aux États-Unis, arrivant à New York le 30 novembre 1944.

### Après-guerre
De décembre 1944 à mai 1945, le Brooklyn fut immobilisé dans son chantier constructeur pour refonte et modernisation. Remis en service en mai, il passa les derniers mois de la guerre à patrouiller le long de la côte est jusqu'en septembre 1945 quand il gagna le Philadelphia Navy Yard où il fut placé en réserve le 3 janvier 1947.

## Marine chilienne

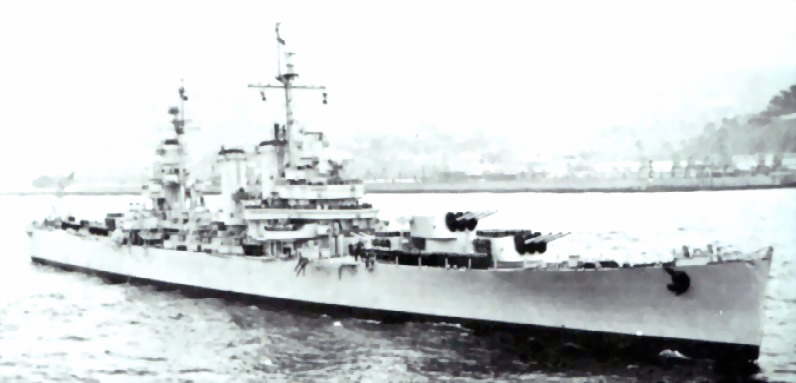
LO'Higgins en 1962.

Le 9 janvier 1951, le Brooklyn fut transféré à la marine chilienne en vertu du Mutual Defense Assistance Act. Il n'était pas le seul, son sister-ship le Nashville (rebaptisé Capitán Prat (CL-03)) fut également transféré avec un navire d'assaut amphibie et douze chalands de débarquement.
Rebaptisé du nom de O'Higgins (CL-02), en l'honneur de Bernardo O'Higgins, il servit dans la marine chilienne jusqu'en 1985 quand il fut désarmé. Vendu à un chantier de démolition indien, il coula pendant son remorquage au large des îles Pitcairn en 1992.

## Décorations
Le Brooklyn a reçu quatre Battle stars pour son service dans la Seconde Guerre mondiale.